# 李最高
李最高（?—?），湖南省岳州府臨湘縣人，清朝政治人物、進士出身。
光緒二十一年（1895年），参加光緒乙未科殿試，登進士二甲42名。同年五月，以主事分部学习。